# Gonzalo Pérez de Vargas
Gonzalo Pérez de Vargas (Toledo, 10 gennaio 1991) è un pallamanista spagnolo, portiere del Kiel e della nazionale spagnola.

## Carriera
Considerato uno dei migliori portieri d'Europa e ancora da maturare, si distingue per i suoi ottimi riflessi
Gonzalo Pérez de Vargas è nato a Toledo il 10 gennaio 1991. I suoi primi incontri con questo sport sono stati nella sua città natale, dove ha giocato dal 1998 al 2007 con l'Amibal.
La sua abilità in porta non è passata inosservata alla squadra di scouting del Barça, che ha ingaggiato il giocatore nelle giovanili nella stagione 2007/08. Pérez de Vargas è stato assunto da Xavi Pascual, che ora allena la prima squadra ed è stato responsabile dello sviluppo dei talenti di giocatori come Saubich e Ariño.
Nella stessa stagione, Pérez de Vargas ha partecipato ad allenamenti e amichevoli con la prima squadra. Nella stagione 2009/10 esordisce ufficialmente in prima squadra il 19 settembre contro il BM Toledo al Palau Blaugrana.
Durante la stagione 2011/12 ha continuato a partecipare agli allenamenti della prima squadra, ma ha trascorso la maggior parte dell'anno a difendere la porta della squadra riserve.
È stato prestato a BM Granollers. Ha trascorso due stagioni con la sua nuova squadra ed è stato poi ceduto in prestito al Fenix Toulouse nella stagione 2013/14. Le sue prestazioni in porta gli sono valse un posto nella squadra nazionale spagnola.
È stato nominato miglior giovane del campionato francese nel 2013/14 grazie al suo tasso di risparmio di 41,30 e un numero totale di 299 parate.
Il portiere è tornato all'FC Barcelona nell'estate del 2014 e le sue eccellenti prestazioni, insieme alla partenza di Arpad Sterbik, gli hanno permesso di entrare in una squadra che avrebbe vinto tutti e sette i trofei possibili nell'indimenticabile stagione 2014/15.

## Palmares

### Club

#### Competizioni nazionali
- Liga ASOBAL: 11

Barcellona: 2010-11, 2014-15, 2015-16, 2016-17, 2017-18, 2018-19, 2019-20, 2020-21, 2021-22, 2022-23, 2023-24
- Coppa del Re: 11

Barcellona: 2009-10, 2014-15, 2015-16, 2016-17, 2017-18, 2018-19, 2019-20, 2020-21, 2021-22, 2022-23, 2023-24
- Coppa ASOBAL: 12

Barcellona: 2009-10, 2014-15, 2015-16, 2016-17, 2017-18, 2018-19, 2019-20, 2020-21, 2021-22, 2022-23, 2023-24, 2024-25
- Supercoppa di Spagna: 11

Barcellona: 2009, 2010, 2014, 2015, 2016, 2017, 2018, 2019, 2020, 2021, 2022

#### Competizioni internazionali
- EHF Champions League: 5

Barcellona: 2010-11, 2014-15, 2020-21, 2021-22, 2023-24
- IHF Super Globe: 4

Barcellona: 2014, 2017, 2018, 2019

### Nazionale
- Olimpiadi:

 Tokyo 2020, Parigi 2024
- Mondiali:

 Egitto 2021, Polonia e Svezia 2023
- Europei:

 Croazia 2018, Austria, Norvegia e Svezia 2020
 Polonia 2016, Slovacchia e Ungheria 2022
 Danimarca 2014